# Betula neoalaskana
Betula neoalaskana là một loài thực vật có hoa trong họ Betulaceae. Loài này được Sarg. mô tả khoa học đầu tiên năm 1922.

## Hình ảnh

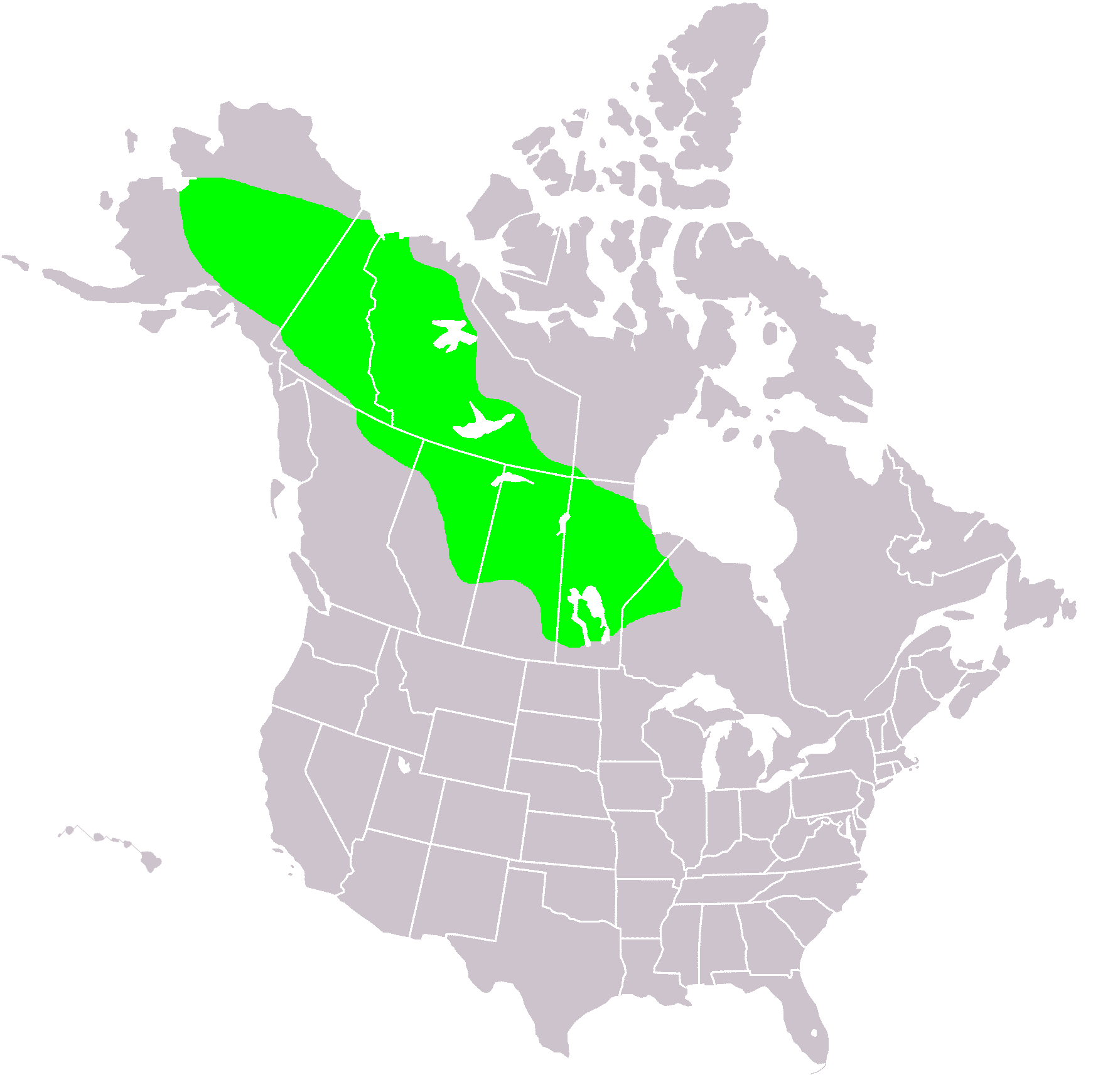